# Ausztria repülőtereinek listája

Ausztria fontosabb repülőterei

Ez a lista a Ausztria repülőtereit sorolja fel.

## A lista
| Név                                  | Kiszolgált város          | Kép | IATA | ICAO | Koordináta                                                 |
| ------------------------------------ | ------------------------- | --- | ---- | ---- | ---------------------------------------------------------- |
| Aigen im Ennstal katonai repülőtér   | Aigen im Ennstal          |     |      | LOXA | é. sz. 47,535806°, k. h. 14,141889°47.535806°N 14.141889°E |
| Aspern repülőtér                     | Bécs                      |     |      | LOWA | é. sz. 48,2247°, k. h. 16,5083°48.224700°N 16.508300°E     |
| Brumowski légibázis                  |                           |     |      | LOXT | é. sz. 48,3211°, k. h. 16,1119°48.321100°N 16.111900°E     |
| Bécsújhelyi katonai repülőtér        | Bécs                      |     |      | LOXN | é. sz. 47,839722°, k. h. 16,220278°47.839722°N 16.220278°E |
| Bécs–Schwechati nemzetközi repülőtér | Bécs                      |     | VIE  | LOWW | é. sz. 48,110278°, k. h. 16,569722°48.110278°N 16.569722°E |
| Grazi repülőtér                      | Graz                      |     | GRZ  | LOWG | é. sz. 46,993056°, k. h. 15,439167°46.993056°N 15.439167°E |
| Heliport Sanatorium Dr. Schenk       | Schruns                   |     |      | LOIY | é. sz. 47,07380°, k. h. 9,91328°47.073800°N 9.913280°E     |
| Innsbrucki repülőtér                 | Innsbruck                 |     | INN  | LOWI | é. sz. 47,260278°, k. h. 11,343889°47.260278°N 11.343889°E |
| Klagenfurti repülőtér                | Klagenfurt am Wörthersee  |     | KLU  | LOWK | é. sz. 46,642778°, k. h. 14,337222°46.642778°N 14.337222°E |
| Leopoldsdorf im Marchfeld repülőtér  | Leopoldsdorf im Marchfeld |     |      | LOAL | é. sz. 48,2265°, k. h. 16,6729°48.226500°N 16.672900°E     |
| Linzi repülőtér                      | Linz                      |     | LNZ  | LOWL | é. sz. 48,235278°, k. h. 14,188056°48.235278°N 14.188056°E |
| Salzburgi repülőtér                  | Salzburg (Ausztria)       |     | SZG  | LOWS | é. sz. 47,794444°, k. h. 13,003333°47.794444°N 13.003333°E |
| Schwaz Heliport                      | Schwaz                    |     |      | LOXS | é. sz. 47,3350°, k. h. 11,6976°47.335000°N 11.697600°E     |